# Francesco Maria Locatelli
Francesco Maria Locatelli (Cesena, 22 de fevereiro de 1727 - Paris, 13 de fevereiro de 1811) foi um cardeal do século XX.

## Biografia
Nasceu em Cesena em 22 de fevereiro de 1727. De uma família nobre com o posto de condes. Filho de Fabio Locatelli (+ 1752?), Marquês de Montaletto (1728), padrinho de batismo do futuro Papa Pio VI (1717), e Nicolosa Gaddi. Seu irmão Fabrizio (1738-1817) foi secretário da Congregação das Águas (1794) e prefeito da Annona (1808). Sobrinho de Angelo Locatelli (1699-1751) que foi governador de Fermo, Frosinone, Viterbo, Perugia e Macerata e Marche. Seu sobrenome também está listado como Loccatelli.
Estudos iniciais em Cesena; mais tarde, estudou direito na Universidade de Bolonha (doutorado in utroque iure , direito canônico e civil, 9 de novembro de 1752)..
Ordenado em 18 de março de 1752. Arcediago do capítulo da catedral de Cesena. Eleito vigário capitular de Cesena durante a vacância da sé em março de 1772..
Eleito bispo de Spoleto em 1º de junho de 1772. Consagrada em 8 de junho de 1772, igreja de S. Andrea delle Fatte, Roma, pelo cardeal Lazzaro Opidio Pallavicini, secretário de Estado, auxiliado por Francesco Carafa della Spina di Traetto, arcebispo titular de Patras , secretário de la SC dos Bispos e Regulares, e por Francesco Saverio de Zelada, arcebispo titular de Petra na Palestina, secretário da SS. CC. do Conselho Tridentino e da Residência dos Bispos. Assistente do Trono Pontifício, 13 de junho de 1772. Restaurou a catedral, fundou um liceu, ampliou o hospital e criou um fundo em favor dos pobres. Acolheu os jesuítas expulsos de Espanha e Portugal, bem como o clero francês exilado por causa da revolução. Em 1796, recebeu em Spoleto o Cardeal Gregorio Barnaba Chiaramonti, O.S.B.Cas..,.
Criado cardeal e reservado in pectore no consistório de 23 de fevereiro de 1801; publicado no consistório de 17 de janeiro de 1803 como cardeal diácono; recebeu chapéu vermelho, 20 de janeiro de 1803; e o título de S. Maria in Aracoeli, em 28 de março de 1803, no consistório em que foi transferido para a ordem dos cardeais presbíteros. Visitador apostólico aos hospitais de S. Carlo e S. Francesco di Paola, e ao Seminário de Visso, Spoleto,.
Morreu em Spoleto em 13 de fevereiro de 1811, após uma doença de cinco anos que afetou seu corpo e seu espírito, tendo recebido os sacramentos da Igreja, em Spoleto. Exposto e enterrado na catedral de Spoleto..